# 吉田廣一
吉田 廣一（よしだ ひろいち、1918年（大正7年）3月20日 - 1967年（昭和42年）1月）は、教育者、重量挙げ選手。身長184cm、体重85kgの筋骨隆々体で知られ、平和祈念像のモデルとされている。何事も1番でなければ気が済まないという性格から「先頭」を意味する「せんとうはん」の愛称がある。

## 経歴
- 1918年（大正7年） - 3月20日、徳島県美馬郡脇町（現・美馬市脇町）に生まれる[1][5]。
- 1937年（昭和12年） - 日本体育会体操学校（現・日本体育大学）を卒業する[1][5]。
- 1939年（昭和14年） - 第55師団に所属。
- 1942年（昭和17年） - ニューギニア戦線、ビルマ戦線を転戦する。最終階級は大尉[3]。
- 1946年（昭和21年） - 帰国。
- 1949年（昭和24年） - 徳島県立穴吹高等学校教員に就任。レスリング部、重量挙げ部、男女柔道部を創設し[1]、後に3つの部を武道部にまとめ、オリンピック選手の育成につなげる[4][6]。
- 1950年（昭和25年） - 重量挙げ日本選手権に出場して優勝。以後、ライトヘビー級6連覇。
- 1954年（昭和29年） - フィリピンのマニラで開かれた第2回アジア大会に出場、日本選手団の旗手を務める[6][7]。
- 1955年（昭和30年） - 長崎平和公園平和記念像落成。製作の過程で北村西望のアトリエで吉田をモデルにデッサンが行われた。
- 1967年（昭和42年） - 1月、事故により急逝、享年48歳[2][4]。
- 2003年（平成15年） - 徳島県立穴吹高等学校教員時の教え子らが校内に「吉田廣一先生顕彰碑」を建設し、3月29日に除幕式を行う[2][8]。

## 後継者
徳島県立穴吹高等学校出身のオリンピック代表選手。
- 藤島善信（重量挙げ）
  - ローマオリンピック（24位）
- 桜間幸次（レスリング）
  - 東京オリンピック（4位）
  - メキシコシティーオリンピック（5位）
- 藤田徳明（レスリング）
  - 東京オリンピック（4位）
- 藤本英男（レスリング）
  - メキシコシティーオリンピック（銀メダル）
  - ミュンヘンオリンピック（4位）
- 高西一宏（レスリング）
  - モントリオールオリンピック（6位）
  - モスクワオリンピック
- 南敏文（レスリング）
  - モスクワオリンピック
- 藤田芳弘（レスリング）
  - ロサンゼルスオリンピック（7位）
- 豊田雅俊（レスリング）
  - アテネオリンピック（10位）
- 柴田亜衣（水泳）
  - アテネオリンピック（金メダル）
  - 北京オリンピック

## 関連書
- 『せんとうはん』吉田廣一先生顕彰碑建立期成同盟会、2003年。
- 蔭山美紗子「せんとうはん」『昭和を生きた人々』阿波の歴史を小説にする会〈阿波の歴史小説 第33集〉、2012年。